# Галактика ERP
Галактика — система ERP, составная часть комплекса бизнес-решений корпорации Галактика. Система адресована средним и крупным предприятиям для информационной поддержки задач стратегического планирования и оперативного управления. В 2003 году она занимала 7 % на рынке ERP систем в России.
Галактика ERP разработана для применения в условиях российской экономики с её спецификой, состоящей в постоянных изменениях законодательства. Согласно обзору CNews Analytics, «к плюсам „Галактики“ можно отнести достаточно глубокую интегрированность и четкую поддержку законодательной базы».
Система имеет компонентную структуру и состоит из функциональных модулей, которые объединяются в контуры.

## Галактика ERP — для малого бизнеса
Для малого бизнеса России, Белоруссии, Украины и Казахстана существует бесплатная версия системы Галактика ERP — Галактика Экспресс
Галактика Экспресс включает в себя:
- Бесплатную лицензию на ERP-систему
- Предварительно настроенную базу для России, Белоруссии, Украины и Казахстана
- Техническую поддержку и консалтинг (в версии ВРП)
- Набор отраслевых решений и конфигураций

Галактика Экспресс имеет как полностью бесплатную версию (СРВ — свободно распространяемая версия), так и версию, где оплачивается только техническая поддержка (ВРП — версия, распространяемая по подписке).
По состоянию на 2018 и 17 мая 2020 упоминания об этом продукте на сайте https://www.galaktika.ru/ не обнаружены.

## Оценки и сравнения
- Галактика занимала четвёртое место на рынке ERP систем с долей в 7 % в 2003 году[1]. Более высокие места занимали SAP, Microsoft и Oracle.
- В 2009 году доля Галактики составила 3,9% на рынке интегрированных систем управления предприятием. Компания заняла пятое место (нельзя сказать, что она понизилась в рейтинге, так как в сравнении за 2003 год не учитывалась 1С, которая в рейтинге 2009 года заняла второе место)[3].
- По оценкам исследовательской компании DSS Consulting Галактика ERP занимает 1-е место по количеству внедрений среди класса средних интегрированных ERP-систем по итогам 2009 года c долей рынка в 52%.